# Marianne l'engagée

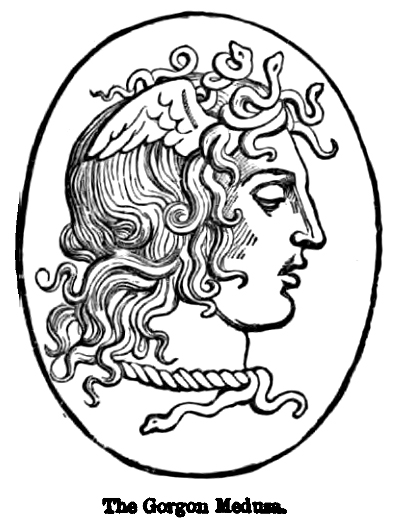
Gravure sur bois représentant la Gorgone Méduse, publiée en 1882 dans l'ouvrage de William Smith A Smaller Classical Mythology: With Translations from the Ancient Poets, and Questions Upon the Work.

Marianne l'engagée est un timbre postal d'usage courant français, disponible depuis le 23 juillet 2018, créé par Yseult Digan. Il succède à la Marianne de la Jeunesse, émis en 2013.

## Historique
Dans le but de créer un nouveau timbre d'usage courant en France — comme il est d'usage à chaque nouveau Président de la République — une consultation est lancée auprès de 550 pupilles de la Nation pour choisir l'illustration de celui-ci. La proposition réalisée par l'artiste franco-britannique Yseult « YZ » Digan arrive en deuxième de ce classement, mais est choisie par le Président de la République Emmanuel Macron. L'Élysée exprime à propos de Marianne l'engagée : « une Marianne déterminée, énergique, qui est ancrée dans le XXIe siècle ». Elle est présentée par La Poste comme « le portrait d'une jeune femme forte et déterminée » qui « porte le féminisme ».
L'illustration définitive de Marianne l'engagée, gravée par Elsa Catelin, est dévoilée par le Président Macron le 19 juillet 2018. Pour l'occasion, une fresque de seize mètres sur onze est peinte de nuit sur la façade d'un HLM du quartier Toulon de Périgueux appartenant à Grand Périgueux Habitat,,. Pierre Jullien du Monde décrit une « Marianne austère, à la chevelure de Gorgones, mais ne manquant pas de charme ».
Les premiers timbres de Marianne l'engagée sont vendus le 23 juillet, le lundi suivant la cérémonie. Cinq mois plus tard, à l'occasion de l'édition 2018 du Salon philatélique d'automne, La Poste commercialise plusieurs carnets avec le nouveau timbre : un de trois timbres — un rouge, un vert et un noir à 3,20 euros — tiré à 60 000 exemplaires, un de douze timbres verts et rouges aux tarifs plus élevés que la normale tiré à 70 000 exemplaires ainsi qu'une enveloppe de neuf feuilles non dentelées avec les différentes valeurs de la nouvelle Marianne, tirée à 8 000 exemplaires.

## Critiques
La présentation « féministe » de Marianne l'engagée est critiquée. Après qu'Emmanuel Macron a décrit la « chevelure foisonnante » de Marianne comme « la liberté de la féminité qui s'exprime sans se cacher », l'historienne Mathilde Larrère répond, qu'au contraire, la Marianne de YZ est une « représentation archi classique de la Marianne radicale » qui « n'a jamais été associée à un quelconque féminisme ». Les associations Osez le féminisme ! et les Effrontées déplorent du féminisme-washing : « Ce n'est pas parce qu'on montre une femme, jeune et caractérisée comme engagée qu'elle est féministe, ou qu'on porte une action féministe » argumente la porte-parole d'Osez le féminisme ! Raphaëlle Rémy-Leleu.